# Asparagus capitatus
Asparagus capitatus — вид рослин із родини холодкових (Asparagaceae).

## Біоморфологічна характеристика
Це кущ, високий, стрункий, сильно розгалужений; гілки круглі в поперечному розрізі, гладкі, зелені молоді гілки тонкі. Листки шпорові. Кладодіїв (2)3–6(8) у кожному пучку, від голчастих до щетиноподібних, від прямовисних до висхідних, завдовжки 3–12 мм. Квітки двостатеві, по 1–4 на гілках на верхівці чи в пазухах. Оцвітина 3 мм завдовжки. Квітконіжка довжиною 3–3.5 мм. Ягода червона, у діаметрі ≈ 5 мм.

## Середовище проживання
Росте в Індії, Пакистані, Афганістані.